# Amphifenestrellinae
Amphifenestrellinae es una subfamilia de foraminíferos bentónicos de la familia Stegnamminidae, de la superfamilia Saccamminoidea, del suborden Saccamminina y del Orden Astrorhizida. Su rango cronoestratigráfico abarca el Holoceno.

## Discusión
Clasificaciones previas incluían Amphifenestrellinae en la subfamilia Vanhoffenellinae de la familia Astrorhizidae de la superfamilia Astrorhizoidea, así como en el suborden Textulariina del orden Textulariida, agrupando géneros del Ordovícico hasta el Devónico: Blastammina, Ceratammina, Raibosammina, Stegnammina y Thekammina.

## Clasificación
Amphifenestrellinae incluye a los siguientes géneros:
- Amphifenestrella